# Trade Union Educational League
Die Trade Union Educational League (TUEL) war ein im November 1920 in Chicago gegründeter organisatorischer Zusammenschluss linker US-amerikanischer Gewerkschafter, der als Fraktion innerhalb der Einzelgewerkschaften der American Federation of Labor (AFL) agierte.
Die meisten TUEL-Protagonisten waren nicht erst durch den Ersten Weltkrieg und die Oktoberrevolution radikalisiert worden, sondern kamen aus der Tradition der „militant minority“, die sich nach 1900 als identifizierbare Strömung der US-amerikanischen Arbeiterbewegung etabliert hatte. Nachdem die Führungsgruppe um William Z. Foster im Spätsommer 1921 der kommunistischen Partei beigetreten war, setzte die TUEL deren Gewerkschaftspolitik – die in der Hauptsache von Foster konzipiert wurde – um. Eine formelle Bindung an die KP bestand allerdings nicht; Foster selbst hielt seine Mitgliedschaft bis 1923 geheim und hatte anfänglich große Mühe, dem destruktiven Kurs der Partei in der Gewerkschaftsfrage – im Parteiblatt Communist wurde es als „one of the tasks of the Communist Party“ bezeichnet, die „destruction of the existing trades union organizations“ herbeizuführen – einen produktiveren Charakter zu verleihen.
Von nur etwa 20 Aktivisten gegründet und anfänglich fast ohne finanzielle Mittel (die Organisation erhob keine Mitgliedsbeiträge), gewann die TUEL dennoch recht rasch einigen Einfluss, insbesondere unter gewerkschaftlich organisierten Bergleuten, Textilarbeitern, Seeleuten und den meist afroamerikanischen Schlafwagenschaffnern (vgl. Brotherhood of Sleeping Car Porters). Die TUEL gab als Mitteilungsblatt die auf hohem Niveau stehende Zeitschrift Labor Herald heraus und veröffentlichte in lokalem Rahmen eine Reihe weiterer Periodika, darunter in New York die jiddischsprachige Freiheit.
Mit der Führung der International Ladies' Garment Workers' Union (ILGWU) lieferte sich die TUEL ab 1923 einen jahrelangen Kleinkrieg um die Kontrolle über die locals in New York, Chicago, Philadelphia und Boston. Vor allem in New York wurden diese Auseinandersetzungen auch gewaltsam ausgetragen, wobei beide Seiten – wie auch die Unternehmer – mitunter auf die Hilfe rivalisierender Mafia-Gruppierungen zurückgriffen. Nach dem Zusammenbruch des von TUEL-Mitgliedern im Juli 1926 ausgelösten New Yorker Textilarbeiterstreiks leitete ILGWU-Präsident Morris Sigman Ende 1926 eine Ausschlusswelle ein, der innerhalb von zwei Jahren die meisten linken Funktionäre in New York, Baltimore, Chicago, Boston, Los Angeles und San Francisco zum Opfer fielen. Die relativ kleine International Fur and Leather Workers Union, die nach 1925 faktisch von einer TUEL-Gruppe um Ben Gold kontrolliert und ab 1927 durch andauernde administrative Eingriffe der AFL-Führung stark behindert wurde, war die einzige AFL-Gewerkschaft, in der kommunistische Gewerkschafter auch noch am Ende der 20er Jahre (und noch lange danach) bestimmenden Einfluss ausüben konnten.
Im Zuge der Umsetzung der Beschlüsse des VI. Weltkongresses der Komintern wurde die TUEL im September 1929 aufgelöst. Auch Foster hielt das TUEL-Konzept zu diesem Zeitpunkt für partiell überholt, da sich auf dieser Grundlage kein Ausbruch aus der konservativen Organisationspolitik der AFL realisieren ließ. Einzelne im Geiste der neuen „linken“ Linie erzielte Erfolge – dazu zählt insbesondere der spektakuläre, von der kommunistischen National Textile Workers Union geführte Loray Mill Strike im bis dahin gewerkschaftsfreien Gastonia, North Carolina (April–Juni 1929) – schienen diese Einschätzung zu bestätigen. An die Stelle der TUEL trat die Trade Union Unity League (TUUL), die in den folgenden Jahren als Dachorganisation der von CPUSA-Aktivisten organisierten „revolutionären“, in Konkurrenz zu den AFL-Verbänden stehenden Gewerkschaften fungierte.